# Naturschutzzentrum Südschwarzwald

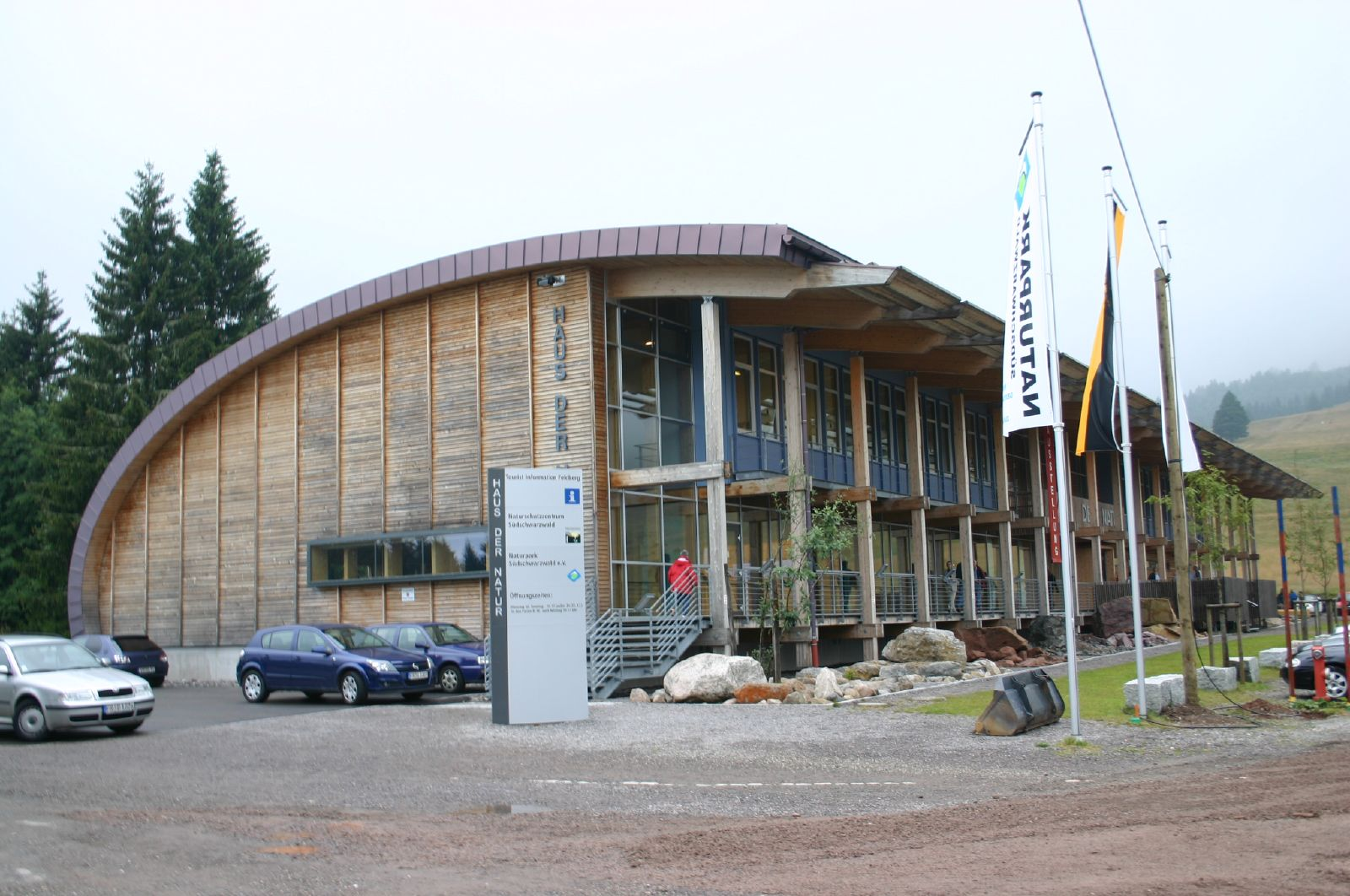
Haus der Natur am Feldberg im Schwarzwald

Das Naturschutzzentrum Südschwarzwald liegt am Feldberg und ist zusammen mit der Geschäftsstelle des Naturparks Südschwarzwald im Haus der Natur untergebracht. Sein Ziel es ist, die Kultur- und Naturlandschaft des Südschwarzwaldes zu dokumentieren. Es bietet Dauer- und Sonderausstellungen sowie Veranstaltungen und Führungen durch das Natur- und Landschaftsschutzgebiet Feldberg, das größte und älteste Naturschutzgebiet von Baden-Württemberg. Es wurde als siebtes und größtes Naturschutzzentrum in Baden-Württemberg am 14. Dezember 2001 eröffnet. Die multimediale Ausstellung im Naturschutzzentrum hatte in den ersten zehn Jahren des Bestehens etwa 360.000 Besucher.

## Gebäude
Das Haus der Natur wurde nicht direkt auf den Gipfel des Feldbergs gebaut, vielmehr ist es in unmittelbarer Nähe der Talstation der Feldbergbahn auf den Seebuck-Gipfel auf öffentlichen Straßen erreichbar (B 317 in Feldberg-Ort). Für Besucher, die den Feldberg in Gänze autofrei erleben möchten, ermöglicht die dortige Bushaltestelle Feldberger Hof die Verkehrsmittelwahl; mit dem Fahrrad ist der Mountainbikeweg wegen der Höhenunterschiede eine Herausforderung, Wanderwege führen direkt am Haus vorbei, Rundwanderwege um den Feldberg beginnen dort. Die Gebäudehülle des Hauses der Natur ist aus parabelförmig gebogenen Leimholzbindern aus heimischem Fichtenholz erstellt. Es wurde 2010 mit dem Architekturpreis „Baukultur Schwarzwald“ der Architektenkammer Baden-Württemberg und des Regierungspräsidiums Freiburg ausgezeichnet.

## Organisation
Das Naturschutzzentrum Südschwarzwald ist als gemeinnützige Stiftung organisiert.
Ein Grundkapital ist nicht vorhanden; die nicht durch eigene Einnahmen gedeckten Kosten übernehmen die
Stiftungspartner: Das Land Baden-Württemberg, die Landkreise Breisgau-Hochschwarzwald, Lörrach und Waldshut, die Gemeinde Feldberg und der Schwarzwaldverein.
Neben 4 fest angestellten Mitarbeitern beschäftigt das Zentrum junge Leute im Freiwilligen Ökologischen Jahr (2 Plätze), Bundesfreiwilligendienstleistende (2 Plätze), Infothekenpersonal, Sommer- und Winter-Ranger sowie zahlreiche engagierte Naturführer.
Der Feldberg-Ranger vom Regierungspräsidium Freiburg und der Feldberg-Förster vom Landkreis Breisgau-Hochschwarzwald sind dem Naturschutzzentrum angegliedert. Außer den hoheitlichen Befugnissen bei der Kontrolle des Naturschutzgebiets als hauptamtliche Naturschutzwarte übernehmen die Ranger einen Teil der Öffentlichkeitsarbeit und gestalten die Besucherlenkung am Feldberg. Bei der Betreuung des Naturschutzgebiets wird das Zentrum durch zahlreiche ehrenamtliche Helfer v. a. aus dem Schwarzwaldverein unterstützt. Darüber hinaus besteht eine enge Kooperation mit der Hochschwarzwald Tourismus GmbH.

## Aufgaben der Stiftung
Die Satzung der Stiftung Naturschutzzentrum Südschwarzwald sieht als die Förderung des Naturschutzes und der Landschaftspflege im Südschwarzwald sowie den Betrieb eines Naturschutzzentrums vor. Das Naturschutzzentrum Südschwarzwald ist hierbei Bestandteil der Konzeption des Landes Baden-Württemberg
über die Errichtung und den Betrieb von Naturschutzzentren in ökologisch hochwertigen Naturräumen und arbeitet mit den übrigen Naturschutzzentren zusammen.
Darüber hinaus werden wichtige Aufgabenstellungen definiert:
Die Stiftung Naturschutzzentrum Südschwarzwald [...] nimmt insbesondere folgende Aufgaben wahr:
1. Betreiben eines Naturschutzzentrums als Schwerpunkt der Naturschutzbildungsarbeit für den Südschwarzwald,
2. Betreuung des Natur- und Landschaftsschutzgebietes Feldberg einschließlich der Umsetzung von Pflege- und Entwicklungsplänen und der Durchführung von Maßnahmen der Besucherlenkung,
3. Besucherinformation einschließlich Aufbau und Betrieb einer Dauerausstellung zur Entstehungsgeschichte, Ökologie, Gefährdung und zum Schutz der Landschaft und des Lebensraums des Südschwarzwaldes.